# Tweesporig vliesje
Het tweesporig vliesje (Athelia arachnoidea) is een korstmosparasiet uit de familie Atheliaceae. Het komt voor op korstmossen en algen op bomen.

## Kenmerken
De hyfen zijn hyaliene en dunwandig. De subiculaire hyfen hebben af en toe gespen. De subhymeniale hyfen zijn enkelvoudig gesepteerd en 3,5 tot 5 µm breed. De soort heeft geen cystidia. Hun basidia zijn knotsvormig, 15-20 × 4-6 µm groot en cilindrisch van vorm. Aan de basis zijn ze eenvoudig septaat, ze hebben twee sterigmata. De sporen van de schimmel zijn ellipsvormig, 8-10 × 4,5-5,5 µm groot, glad en dunwandig en hyaliene.
Van Athelia arachnoidea is bekend dat ze algen als voedsel gebruikt. Het kan zowel vrijlevende algen als symbiotische algen van korstmosthalli gebruiken. Daarom is Athelia arachnoidea een facultatieve korstmosparasiet

## Verspreiding
Het is wijdverbreid in Noord-Amerika en Europa, en is ook waargenomen in Puerto Rico in Midden-Amerika en in Marokko in Noord-Afrika. In Nederland komt het vrij algemeen voor. Het staat niet op de rode lijst en is niet bedreigd.

## Habitat
Het tweesporig vliesje komt voor in bossen en parken op de bast van loof- en naaldbomen, zowel dood als levend. Het ontwikkelt zich ook als een parasiet tegen korstmossen en algen die op boomstammen groeien. Soms bedekt het, het hele oppervlak van de stam. Het is nog onzeker of de exemplaren die direct op de bast van de bomen groeien tot dezelfde soort behoren als de exemplaren die parasiteren op algen en korstmossen. Hier wordt onderzoek naar gedaan.